# William Denton Cox
William Denton Cox (Southampton, 1883 – Oceano Atlantico, 15 aprile 1912) è stato un marinaio e cameriere inglese, a bordo del RMS Titanic durante il tragico viaggio inaugurale.

## Biografia
William Denton Cox nacque a Southampton, in Inghilterra, nel 1883. Era il primo dei cinque figli di Albert Denton Cox (1855) e Ellen Jane Lockyer (1862), il primo di Abingdon e la seconda di Southampton; la coppia si sposò nel 1881.
I suoi fratelli erano Albert Henry (1883), Frederick (1885), George (1887), e Kate Denton (1890). Il nonno paterno era George Denton Cox.

## Titanic
Nel 1912 venne trasbordato dall'Olympic al Titanic, dove lavorò come cameriere di terza classe con un guadagno mensile di £3 e 15 s. S'imbarcò sulla grande nave a Southampton il 4 aprile.
La notte del 14 aprile il Titanic entrò in collisione con un iceberg e incominciò ad inabissarsi. William, insieme ai colleghi John Edward Hart e Albert Victor Pearcey, portò due gruppi numerosi di passeggeri di terza classe sul ponte lance per permettere alle donne e ai bambini di mettersi in salvo. 
William fu visto per l'ultima volta scendere in terza classe per recuperare un terzo gruppo. Morì nel naufragio e il corpo fu recuperato dal CS Mackay-Bennett, contrassegnato con il numero 300 e sepolto al Fairview Lawn Cemetery di Halifax il 7 maggio.